# Zanthoxylum ovalifolium
Zanthoxylum ovalifolium là một loài thực vật có hoa trong họ Cửu lý hương. Loài này được Wight miêu tả khoa học đầu tiên năm 1839.